# Lauraguel
Lauraguel település Franciaországban, Aude megyében. Lakosainak száma 621 fő (2022. január 1.). Lauraguel Gaja-et-Villedieu, Malviès, Pauligne, Routier és Saint-Martin-de-Villereglan községekkel határos.

## Népesség
A település népességének változása:
| Lakosok száma | 404  | 431  | 416  | 507  | 645  | 625  | 609  | 604  | 608  | 621  |
|               | 1968 | 1982 | 1990 | 2006 | 2013 | 2015 | 2017 | 2019 | 2020 | 2022 |